# 구대엽
구대엽(한국 한자: 具代燁, 1992년 11월 17일 ~ )은 대한민국의 축구 선수이며 포지션은 수비수이다. 현재 대한민국 K3리그 화성 FC에서 활약하고 있다.

## 축구인 경력

### 호원대학교
초등학교 4학년 때 축구를 시작하여 안동고등학교 축구부에 들어섰다. 축구선수로서의 꿈을 품고 호원대학교에 진학하였으나, 가정형편이 어려워 자퇴를 하였다.

### 광주대학교
안동고등학교 최건욱 축구부 감독의 도움으로 광주대학교에서 다시 축구를 시작할 수 있었다.

### 서울 이랜드 FC
2015년 신생팀 서울 이랜드 FC에 우선지명되어 입단하였다.